# Le Plaret
Le Plaret est un sommet du massif des Écrins qui culmine à 3 563 mètres d'altitude. C'est en redescendant de la première ascension que le jeune (21 ans) et brillant alpiniste Henri Cordier (ouvreur notamment du couloir Cordier à l'aiguille Verte) se tua, en se noyant dans un torrent sous un névé.